# Шурговаш
Шурговаш (рос. Шурговаш) — село в Воскресенському районі Нижньогородської області Російської Федерації.
Населення становить 143 особи. Входить до складу муніципального утворення Владимирська сільрада.

## Історія
Від 2009 року входить до складу муніципального утворення Владимирська сільрада.

## Населення
| 1999 | 2002 | 2010 |
| ---- | ---- | ---- |
| 165  | ↗169 | ↘143 |